# Hadhitat al-Mawsil
Hdatta (siríac: ܚܕܬܐ, Ḥdatta) o al-Haditha (àrab: الحديثة, al-Ḥadīt̲a) o Hadíthat al-Màwsil (àrab: حديثة الموصل, Ḥadīt̲at al-Mawṣil) és una ciutat en ruïnes a l'Iraq, a la riba oriental del Tigris, uns quilòmetres més avall de la desembocadura del Gran Zab. El lloc és conegut actualment com a Tell al-Shair. Ja existia com a població i tenia dos esglésies quan s'hi van establir els àrabs. Hadhitat vol dir ‘Vila Nova’.
El califa al-Hadi hi va residir als darrers temps del seu califat; el general rebel Mussa ibn Bogha en va fer el seu quarter general en temps d'al-Muhtadí (869-870). La major part de la població va restar cristiana i la ciutat tenia un bisbe. Mar Abram que fou catolicós del 837 al 850, fou abans bisbe de la ciutat. Va quedar arruïnada per la invasió mongola al segle xiii.